# 安妮·沃伯頓
安妮·瑪麗昂·沃伯頓女爵士，DCVO，CMG[?]（1927年6月8日—2015年6月4日），英國外交官，1976年至1983年擔任英國駐丹麥大使，是英國歷史上首位正式出任大使的女性。退出外交部後，她於1985年至1994年任劍橋大學露西·卡文迪許學院第四任院長。
沃伯頓於1957年加入外交部，曾在倫敦本部、美國、西德和瑞士等地任職。駐節丹麥期間，她促進了英丹兩國交流、處理雙邊農業和貿易事宜，並安排英女皇伊利沙伯二世在1979年展開對丹麥的國事訪問。不過，為了節省開支，她被迫在1979年遷出已沿用125年的大使官邸。
在露西·卡文迪許學院院長任內，她推動不少改革，學生人數和校園規模都有所擴充，促成這所年輕的成年女子學院後來於1997年取得劍橋大學全學院地位。此外，她曾在1986年至1988年出任平等機會委員會委員，以及在1994年至1997年出任公職事宜標準委員會委員。1992年至1993年，她還擔任歐洲共同體調查團團長，證實波斯尼亞大批穆斯林婦女在波斯尼亞戰爭期間遭塞族共和國軍和其他塞族軍人有組織地虐待，在當時引起國際社會的關注。

## 生平

### 早年生涯

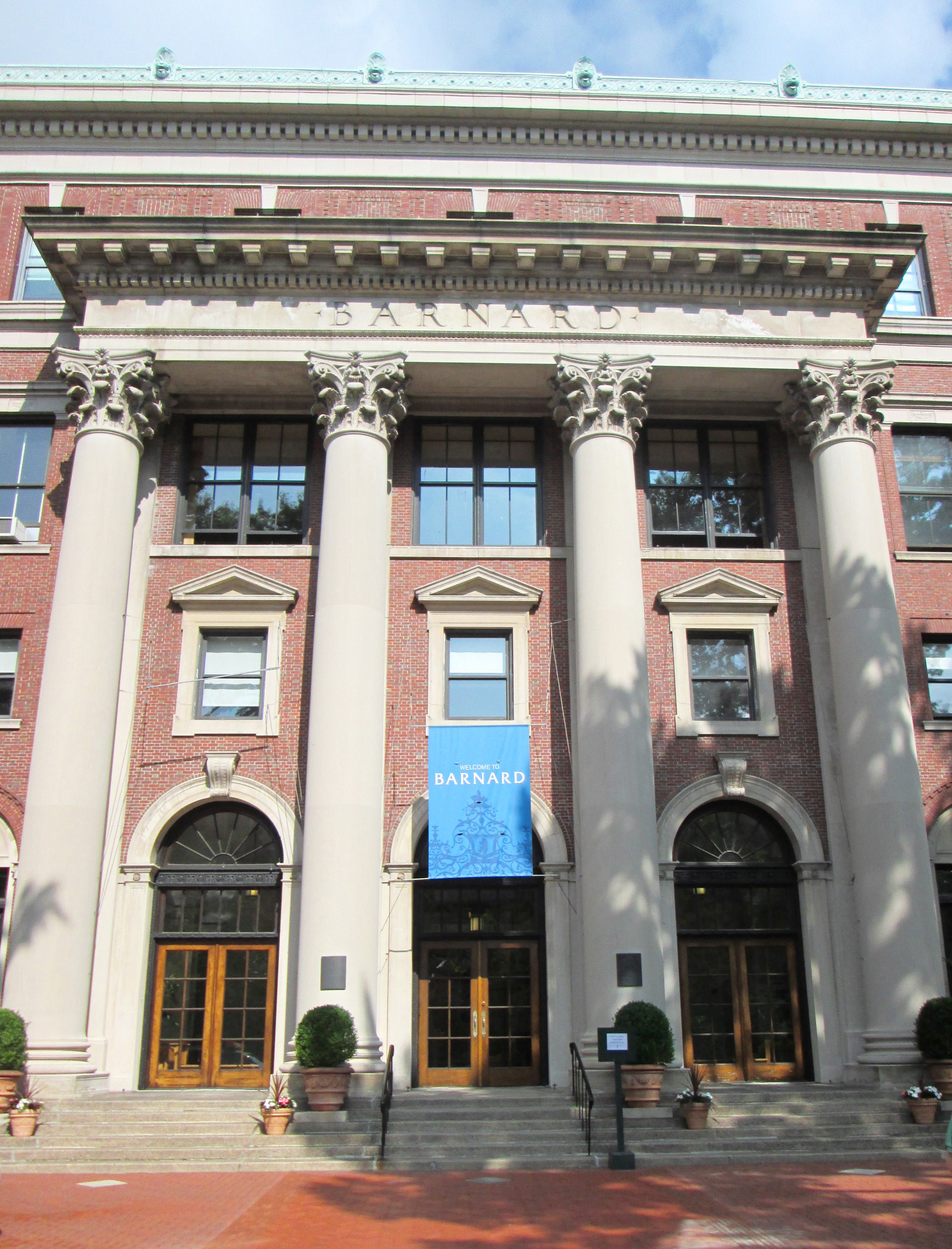
沃伯頓於巴納德學院（圖）取得她的第一個學位

安妮·沃伯頓1927年6月8日生於英國倫敦，父親皮爾斯·格羅夫·埃利奧特·沃伯頓上尉（Captain Piers Grove Eliot Warburton，1896年－1961年）任職於英國陸軍，曾獲軍功十字勳章；她的母親名叫瑪麗·路易絲·湯普森（Mary Louise Thompson，1893年－1980年），來自美國。沃伯頓有一姊兩弟，胞姊瑪麗-路易絲·帕特里夏·沃伯頓（Marie-Louise Patricia Warburton，1925年－2010年）在1947年嫁給美國人小大衛·桑福德·鄧庫姆（David Sanford Duncombe, Jr.），後來定居於美國內華達州拉斯維加斯。她的兩名胞弟分別是皮爾斯·埃利奧特·德達頓·沃伯頓牧師（Reverend Piers Eliot de Dutton Warburton，1931年－2015年）和約翰·理查·埃利奧特·沃伯頓（John Richard Eliot Warburton，1934年－），前者定居於漢普郡奇爾波頓（Chilbolton），後者則定居於薩福克郡艾伊（Eye）。
沃伯頓童年因父親的工作關係，先後在梅登黑德、伯克郡和薩里郡的紅山（Redhill）等地生活，1939年第二次世界大戰爆發後，她與三姊弟在1940年跟隨擁有美籍的母親從英國撤退到美國。寓居美國期間，她受教於紐約哥倫比亞大學巴納德學院，主修政府及經濟學，1946年獲文學士（B.A.）學位畢業。爾後她返回英國，於1947年入讀牛津大學薩默維爾學院，主修哲學、政治學及經濟學（PPE），1948年獲得文學士（B.A.）及文學碩士（M.A.）學位畢業。多年以後，她於1977年當選母校薩默維爾學院榮譽院士、1985年獲劍橋大學文學碩士（M.A.），以及在1996年獲另一母校巴納德學院頒授巴納德傑出獎章。

### 外交生涯

#### 早期工作
從牛津畢業之初，沃伯頓在1949年獲美國政府經濟合作總署（Economic Cooperation Administration）聘用，在駐倫敦辦事處擔任經濟師，參與落實戰後美國政府旨在協助歐洲國家復興的馬歇爾計劃。1952年，她轉投北大西洋公約組織，獲聘到法國巴黎的北約秘書處同樣任職經濟師。她在巴黎工作兩年後，在1955年至1957年加入入美國精品投資銀行拉扎德兄弟公司的倫敦分行，但從事外交工作卻始終是她的真正志願。
1957年，沃伯頓以30歲之齡成功獲英國外交部取錄，起初擔任外交部本部二等秘書，1959年調任英國駐紐約聯合國代表團二等秘書，其後升任一等秘書，至1962年卸任。1962年至1965年間，她被派駐到西德波恩的英國駐西德大使館擔任一等秘書，任內於1965年參與籌辦英女皇伊利沙伯二世對西德的首次國事訪問，事後因功獲英廷頒贈CVO勳銜，西德聯邦政府也授之聯邦一等十字勳章。1965年至1967年，她調返倫敦的外交部本部出任外交服務政務處（Diplomatic Service Administration Office）一等秘書，累積了不少行政經驗。及後，她於1967年至1970年出任外交部本部一等秘書，任內經歷外交部於1968年改組成為外交及聯邦事務部。
1970年至1975年，沃伯頓升任英國駐瑞士日內瓦聯合國代表團參贊，任內代表英方參與不少涉及人道援助和經濟等議題的會談，並負責與歐洲共同體其他成員國展開深入協調的工作。1975年至1976年，她再一次調回英國倫敦，升任外交及聯邦事務部指導及資訊政策司司長。這個職位需要應對難於應付的英國傳媒，同時又要與外交部最高決策當局保持緊密聯繫，具一定的挑戰性。雖然如此，作為首位擔任這個職位的女性，沃伯頓很快就順利投入工作，而她的工作表現也令時任外交大臣詹姆斯·卡拉漢留下深刻印象。

#### 英國駐丹麥大使
在昔日傳統重男輕女的保守風氣影響下，女性很難在男性主導的外交界擔任高位。外交界曾經有一段長時間認為，女外交官如果外貌漂亮，就不會被認真看待；但如果聰慧過人，卻又會容易冒犯別人；因此昔日在外交部任職的婦女無法跟其他男同事獲得平等待遇，在晉升方面更往往只被視作副貳之選。在沃伯頓以前，英國外交部只曾有一位女外交官芭芭拉·索爾特女爵士（Dame Barbara Salt）在1962年獲任命為英國駐以色列大使，但索爾特卻遇上大病被迫截去雙腳，結果未能接受任命；另一位女外交官埃莉諾·埃默里（Eleanor Emery）則於1973年出任英國駐博茨瓦納高級專員，是首位擔任高級專員的女性，可是雖然高級專員與大使屬於同一等位的外交使節，但高級專員是英聯邦國家特有，並不完全等同大使。此外，鑑於英政府要到1973年才正式廢除已婚女性公務員必須從政府提早退休的陳規，也使不少有潛質的女外交官無法在外交部進一步發展；例如原本在外交部任職的女外交官瑪格麗特·安斯蒂女爵士（Dame Margaret Anstee）就因為結婚的關係被迫在1952年提早從外交部退休，但她其後加入聯合國，並於1987年至1993年晉升至聯合國次秘書長職級。

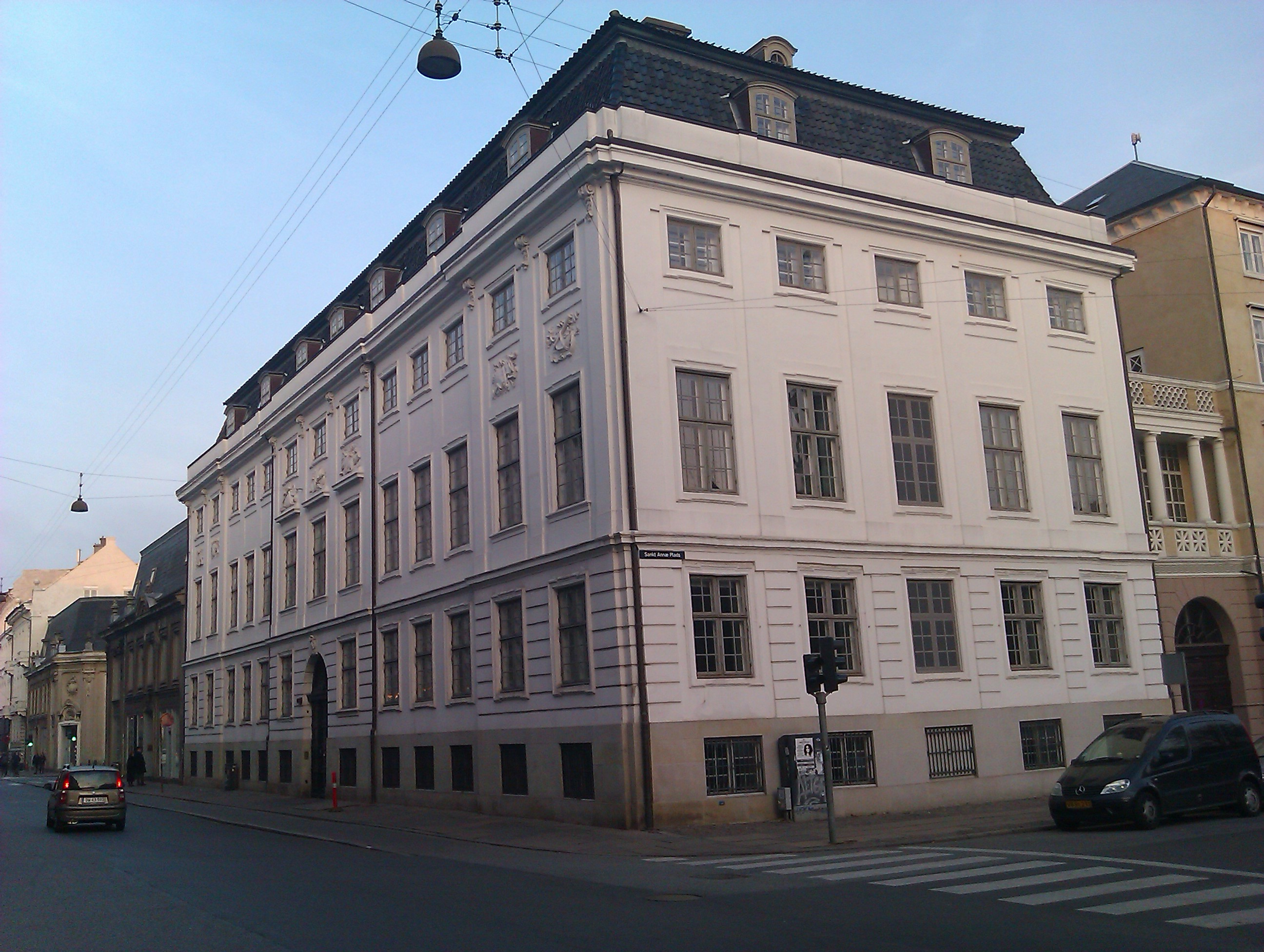
為了節省開支，沃伯頓在1979年將英國駐丹麥大使官邸遷出已沿用125年的林登克羅恩宮（圖）

由於沃伯頓保持獨身，所以她可以一直留在外交部工作。1975年，工黨哈羅德·威爾遜政府立法通過《1975年性別歧視法令》，保障男性和女性免受性別或婚姻狀況歧視，使婦女在政府內的地位得以逐步提升。在這個背景下，備受時任外相詹姆斯·卡拉漢賞識的沃伯頓在1976年獲挑選到哥本哈根出任英國駐丹麥大使，她隨後於同年5月5日向丹麥女王瑪格麗特二世遞交國書就任，正式成為英國歷史上首位擔任大使的女性，而當天正好也是英軍二戰解放丹麥31周年的日子。沃伯頓就任的時候是49歲，作為英國首位女性大使，丹麥大使館部份員工最初都對沃伯頓保持警惕，但沃伯頓富有外交經驗，加上丹麥社會風氣普遍對男女平等持正面開放的態度，使她很快就贏得員工上下的信任。她的政治參贊麥若彬（後來成為英國駐華大使）則形容駐丹麥大使一職「相對於其他地方或許較不具挑戰性」，但她在丹麥的日子過得「特別快樂」。
在任內，沃伯頓促進英國和丹麥雙方各方面的交流，並發起在兩國分別舉辦「維京人在英倫展」（Vikings in England），吸引超過100萬人次參觀。在1980年的聯合國婦女十年大會，英國派出代表團到哥本哈根參與預備會議，由沃伯頓擔任代表團副團長，負責統籌代表團在丹麥的行程。儘管代表團的成果有限，但其工作表現獲得代表團團長楊格女男爵的讚賞。沃伯頓任內也正值丹麥於1973年加入歐洲共同體後，開始向英國出口豬肉和煙肉，這使她開始研究丹麥農業，另外又處理貿易和捕魚權益等方面的議題，使她對當地的農業概況有不少心得，例如她發現出口到英國的丹麥豬肉和煙肉，原來是源自英國長白豬豬種，但經改良後多了一排肋骨。
至於沃伯頓任內最矚目的工作要算在1979年負責籌辦英女皇伊利沙伯二世即位以來對丹麥的第二次國事訪問。她事後因功獲英廷頒授DCVO勳銜，成為女爵士，而丹麥王室也向她頒授了丹麥國旗大十字勳章。此前，她在早已在1977年獲英廷頒授CMG勳銜。可是同樣在1979年，英政府為了節省開支，決定將大使官邸遷出已沿用125年、位於哥本哈根市中心的林登克羅恩宮（Lindencrone Palace），而新的官邸則位於哥本哈根市郊毗連伯恩斯托夫公園、同樣擁有上百年歷史的伯恩斯托夫丘（Bernstorffshoj）。為了體面地遷出舊官邸，沃伯頓特地舉辦了一場官邸告別舞會，並邀得丹麥女王瑪格麗特二世伉儷出席。
儘管學不好丹麥語，但沃伯頓任內還到訪丹麥各地，足跡遠至法羅群島和格陵蘭，並且慢慢愛上這個北歐國家的生活和文化，這促使她多年後於1992年出版《往丹麥的路標》（Signposts to Denmark）一書，作為指引外國人在丹麥生活的一本實用手冊。沃伯頓在任駐丹麥大使前後七年，至1983年卸任。對於她成為英國首位女大使，她後來接受訪問時謙稱「我向來要求自己做好每一件事。成為首位（出任大使）的女性，不同之處僅在於這在其他人的論述中變得重要」。她曾表示當初如果選擇結婚和組織家庭，會很樂意辭職享受天倫之樂，但正因為她十分享受她的外交生活而決定把事業放於感情之上。她不否認如果有一位丈夫或許會有助於事業發展，但事後證明維持獨身的她也一樣可以在外交界大展拳腳。

### 露西·卡文迪許學院院長

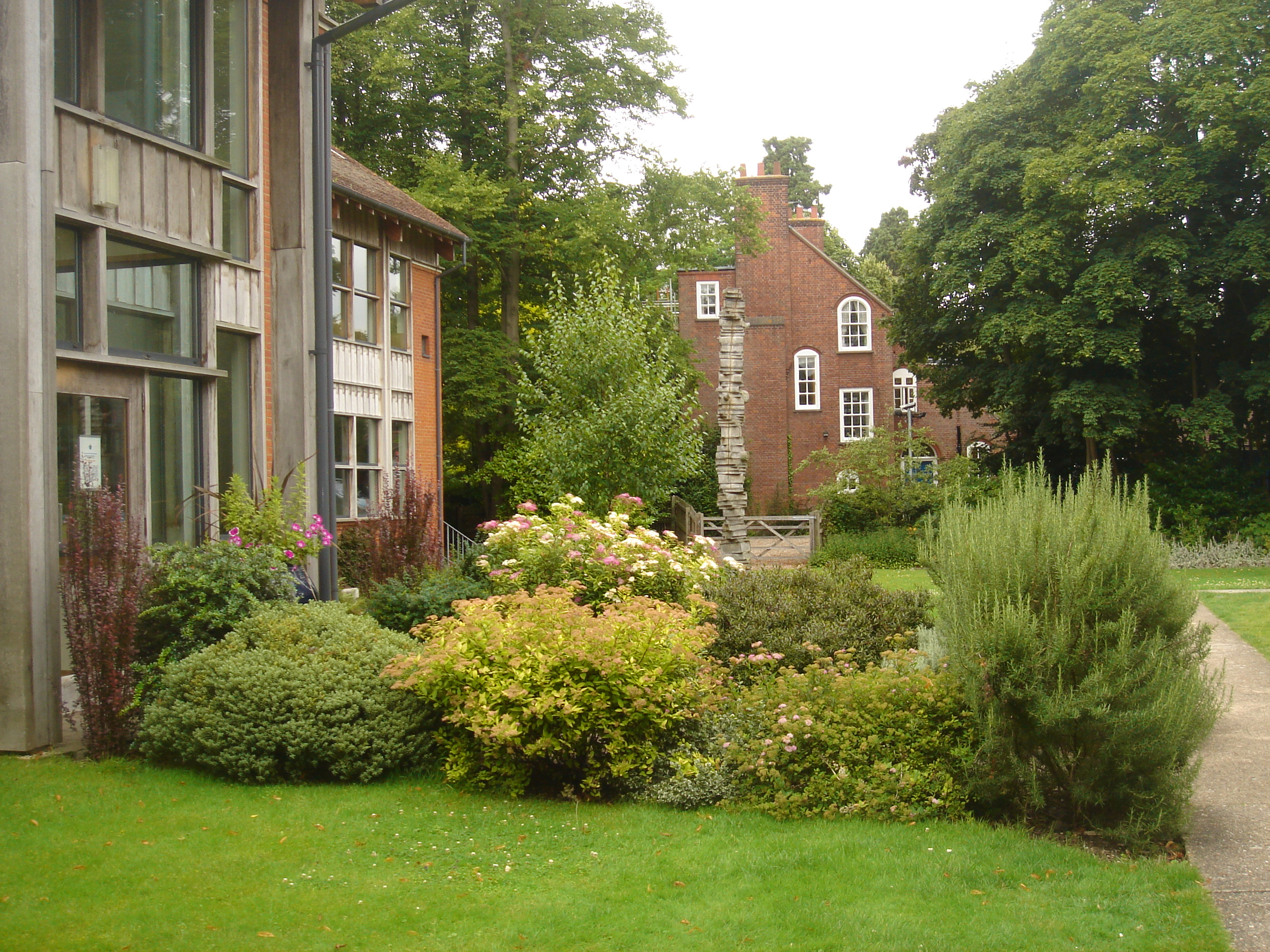
沃伯頓曾擔任露西·卡文迪許學院院長，圖為學院的圖書館（前）和馬歇爾樓（後）

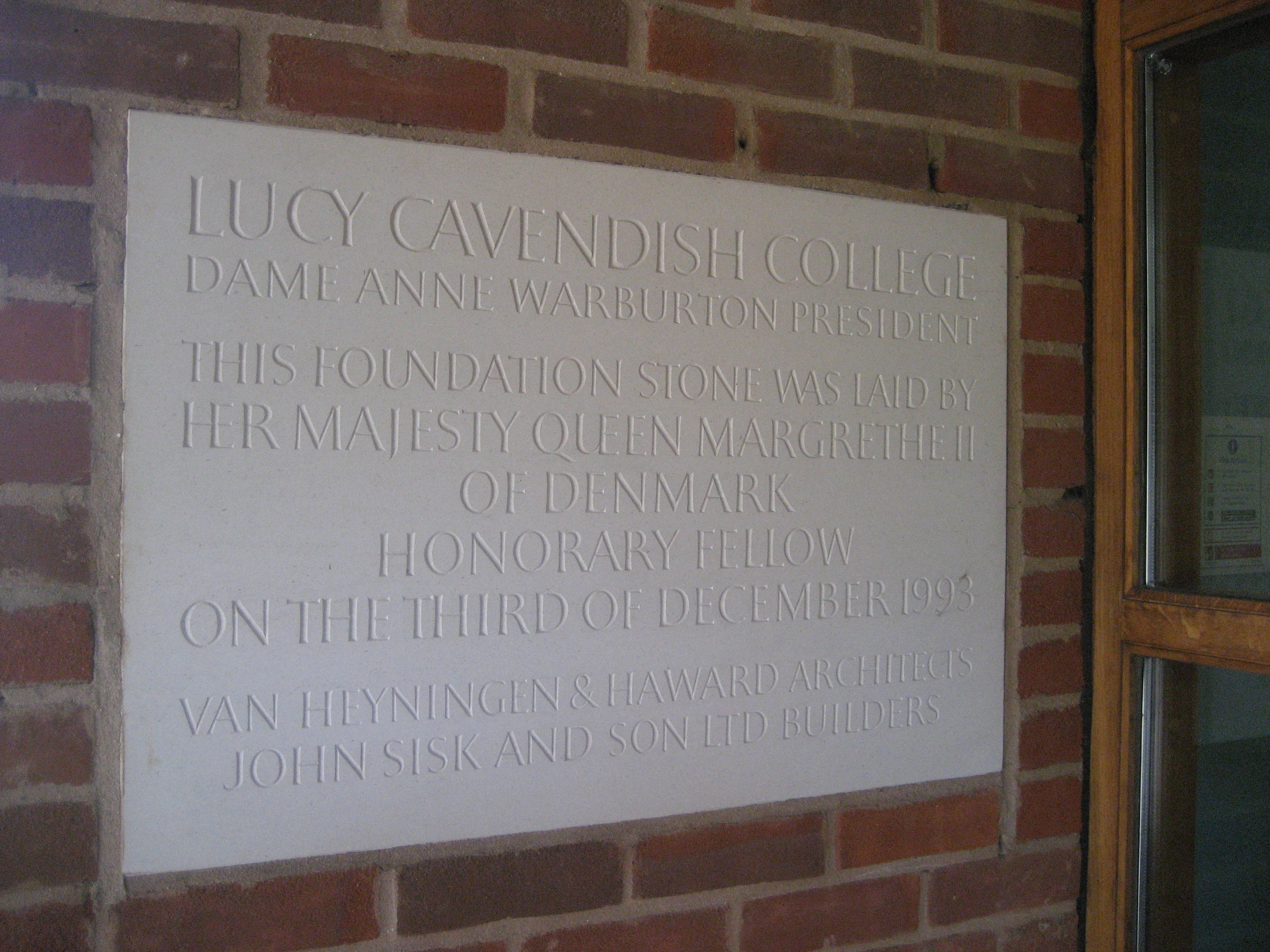
沃伯頓堂奠基石，1993年12月3日在沃伯頓見證下由丹麥女王瑪格麗特二世放置

卸任英國駐丹麥大使後，沃伯頓於1983年出任英國駐瑞士日內瓦聯合國及其他國際組織大使兼常駐代表，任內曾於1985年前往肯雅內羅畢兼任聯合國婦女大會英國代表團副團長。然而，她對日內瓦的外交工作並不特別熱衷，於是在1985年決定從外交部提早退休，並且在同一年接受劍橋大學露西·卡文迪許學院聘任為該院第四任院長。露西·卡文迪許學院創立於1965年，專門向年滿21歲的婦女提供本科和研究生課程，相對於劍橋的其他學院，該院歷史很短、規模很小，創校時只有10名學生，也不具備劍橋大學的全學院地位。
沃伯頓認為，婦女的技術、能力和智慧長久以來是英國所忽略的最寶貴資產，因此她上任後推行不少革新，並致力吸納來自不同背景的成年婦女入讀進修，支持她們在醫學、法律和工程等領域發展，並積極增加研究生數目，以及加強與其他學院和婦女團體的交流和合作。她認為學院的其中一個目標是要「擴充女性學者的人才庫」，為了吸引更多學生入學，她在任內首次為學院舉辦以有意入讀學生為對象的學院開放日，又籌劃興建多座新校舍，當中包括德布里樓（De Brye House）、伯特倫樓（Bertram House）、奧漢姆堂（Oldham Hall）和以她命名的飯堂沃伯頓堂（Warburton Hall），另外又購入馬歇爾樓（Marshall House）和促成兩筆來自美國紐約的捐款以興建音樂亭一座。1989年，她還成功邀請本身是劍橋校友的丹麥女王瑪格麗特二世接受成為該院榮譽院士。
除了露西·卡文迪許學院的工作，沃伯頓還兼任過劍橋大學校董和該校大學海外撥款委員會主席等職。她在任學院院長前後九年，至1994年卸任，她見證了學生人數由1988年原來的77人增加至1993年的133人，她認為任內最大的滿足莫過於「看到本科生由最初對自己的前路茫無頭緒，到離開的時間能夠對自己說一聲：『現在我終於可以做一點事了』」。她推行的革新促成學院後來於1997年獲賦予劍橋大學全學院地位，得以完全併入劍橋大學的學院制體系。卸任後她繼續與學院保持友好聯繫，被學院上下親切地視為一位資深學長；為肯定她在學院的工作，她於1994年當選為該院榮譽院士。

### 晚年生涯
除了擔任露西·卡文迪許學院院長，沃伯頓退出外交部後還於1986年至1988年獲英政府委任為平等機會委員會委員，致力於爭取婦女權益。1992年波斯尼亞戰爭爆發後，當時擔任歐洲理事會主席的時任英國首相馬卓安宣佈委任沃伯頓為歐洲共同體調查團團長，負責調查波斯尼亞有大批穆斯林婦女涉嫌遭到塞族共和國軍和其他塞族軍人集體虐待的事件。沃伯頓於1992年12月抵達波斯尼亞實地視察，除了探訪受虐婦孺，又特別訪問在拘留營內被強迫互相雞姦的男性受害者。隨後於1993年發表的《沃伯頓報告書》（Warburton Report）結論塞族共和國軍和其他塞族軍人有系統地虐待波斯尼亞穆斯林婦女，並將強姦當地穆斯林婦女作為戰爭武器，估計受害婦女人數高達20,000人。報告書在當時引起國際社會高度關注波斯尼亞的人道災難，也促成聯合國後來成立一個戰爭罪行委員會，對於後來被指「有系統的強姦政策」展開調查。沃伯頓曾私下對同僚表示，對調查團的所見所聞感到十分痛苦，但有感於自己有必要完成調查和公開報告書，否則有愧於那些經歷過可怕暴行的婦女。
1994年至1997年，沃伯頓再一次獲馬卓安邀請加入由諾蘭勳爵主持下新成立的公職事宜標準委員會，擔任委員一職。委員會的成立是為了回應當時爆出有英國國會議員收受金錢利益後在國會辯論代為發言的醜聞，委員會其後發表第一號報告書，當中提出規範公職人員操守的建議獲得在野工黨和自由民主黨的支持。委員會後來又進一步在第二號報告書提出54項建議，及後成為個人和團體從事公職活動時所須遵守的操守指引。不過，沃伯頓加入委員會之初曾撰寫意見指出其他國家也有類似的情況，其後也指出收緊任命公職人員的準則，變相在挑選公職人員的時候把候選人本身的價值放到次要考慮。
沃伯頓其他擔任過的公職還包括在1989年至1995年出任大英圖書館理事會理事、1991年至1997年出任東英吉利大學校董、以及在1992年至1996年出任以推廣英語文化為宗旨的薈英社董事，另外曾任菲茨威廉博物館董事和鄉郊教堂音樂協會主席等職。沃伯頓退休後退居於英國薩福克郡艾伊的大圖恩哈姆（Thornham Magna），寓所富丹麥風格。她晚年備受腎病困擾，並由住在附近的堂妹伊夫琳·沃伯頓·柯比（Evelyn Warburton Kirby）和胞弟約翰·沃伯頓照顧日常起居，雖然醫生曾勸告她如不接受洗腎就只餘下數星期壽命，但她最後卻憑著自己的意志活了兩年。
2015年6月4日，沃伯頓在家中逝世，終年87歲，身後其家人把所得帛金轉贈予皇家保護雀鳥學會、大圖恩哈姆的抹大拉聖馬利亞教堂和伊普斯威奇的聖伊麗莎白寧養院。露西·卡文迪許學院在同年9月4日為她舉行一場追悼會，而外交及聯邦事務部亦於9月3日把本部大樓其中一間會議廳命名為「沃伯頓廳」（Warburton Room），以為紀念。

## 個人生活
沃伯頓沒有宗教信仰，雖然她終身不婚，但她與她的五名姪兒和四名姪女建立起親密的關係，並時常帶他們出國旅行；另外還飼養了一頭拉布拉多犬，並以露西·卡文迪許學院取名為「露西」（"Lucy"）。沃伯頓的興趣廣泛，除了旅遊和欣賞藝術，也熱愛園藝、建築、歷史和戲劇，並且特別熱衷於滑雪運動。她生前除了曾任薈英社董事，也同樣是該會會員。

## 部份著作
- Signposts to Denmark. Denmark: Hernov, 1992. ISBN 978-8-75902-208-5
  - （直譯：《往丹麥的路標》。丹麥：赫諾夫，1992年。）
- Report to EC Foreign Ministers. 1993. 
  - （直譯：《呈交歐共體各成員國外長的報告書》。1993年。）

## 榮譽

### 殊勳
- 以下列出榮譽全稱及縮寫：^ 
  - 皇家維多利亞司令勳章（C.V.O.） （1965年5月28日[9]）
  - 聯邦一等十字勳章 （西德，1965年[6]）
  - 聖米迦勒及聖喬治同胞勳章（C.M.G.） （1977年女皇銀禧及壽辰授勳名單[12]）
  - 皇家維多利亞女爵級司令勳章（D.C.V.O.） （1979年5月18日[11]）
  - 丹麥國旗大十字勳章 （丹麥，1979年[6]）
  - 天主教伊莎貝拉女爵級蝴蝶結勳章 （西班牙，1988年[6]）

### 榮譽學位
- 榮譽法學博士
  - 阿肯色大學 （美國，1994年[6]）
- 榮譽院士
  - 牛津大學薩默維爾學院 （1977年[7]）
  - 劍橋大學露西·卡文迪許學院 （1994年[8]）

### 以她命名的事物
- 沃伯頓堂（Warburton Hall）：位於劍橋大學露西·卡文迪許學院內的師生飯堂。[5]
- 沃伯頓廳（Warburton Room）：位於英國外交及聯邦事務部大樓內的一間會議廳。[15]

## 注腳
1. 1 2 3 4 5 6 7 8 9 10 11 12 13 14 15 16 17 18 19 20  "Dame Anne Warburton, D.C.V.O., C.M.G." (June 2015)
2. 1 2 3 4  Cunningham (1955), p. 57.
3. ↑  "Obituary: Patricia Duncombe" (2010)
4. ↑  "Warburton, The Reverend Piers Eliot de Dutton" (July 2015)
5. 1 2 3 4 5 6 7 8 9 10 11 12 13 14 15 16 17 18  Hampton (19 June 2015)
6. 1 2 3 4 5 6 7 8 9 10 11 12 13 14 15  "WARBURTON, Dame Anne (Marion)" (2013), pp. 2380-2381.
7. 1 2 3 4 5 6 7 8 9 10 11 12 13 14 15 16 17  "Dame Anne Warburton, diplomat - obituary" (9 June 2015)
8. 1 2 3 4 5 6 7 8 9 10 11 12 13 14 15 16 17 18 19 20  Ashley (15 June 2015)
9. 1 2  "Issue 43691 （页面存档备份，存于）", London Gazette, 22 June 1965, p. 5981.
10. 1 2 3 4 5 6 7 8 9 10 11 12  "Dame Anne Warburton: Britain's first female ambassador who was president of Lucy Cavendish College and investigated the systematic rape of women in Bosnia" (9 June 2015)
11. 1 2  "Issue 47862 （页面存档备份，存于）", London Gazette, 8 June 1979, p. 7283.
12. 1 2  "Supplement to Issue 47234 （页面存档备份，存于）", London Gazette, 10 June 1977, p. 7083.
13. 1 2 3 4 5  "A College Remembers: Dame Anne Warburton" (10 June 2015)
14. ↑  "Warburton, Dame Anne" (June 2015)
15. 1 2  "Opening ceremony of Warburton Room" (3 September 2015)

## 外部連結
- 英國外交及聯邦事務部 （页面存档备份，存于）
  - 英國駐丹麥大使館 （页面存档备份，存于）
- 劍橋大學露西·卡文迪許學院 （页面存档备份，存于）

| 外交職務                 | 外交職務                                              | 外交職務                |
| ------------------------ | ----------------------------------------------------- | ----------------------- |
| 前任： 安德魯·斯塔克爵士 | 英國駐丹麥大使 1976年–1983年                          | 繼任： 詹姆士·梅隆爵士  |
| 前任： 彼得·馬歇爾爵士   | 英國常駐日內瓦聯合國及 其他國際組織代表 1983年–1985年 | 繼任： 約翰·桑基        |
| 學術機關職務             |                                                       |                         |
| 前任： 菲莉絲·赫策爾     | 劍橋大學露西·卡文迪許學院 第4任院長 1985年–1994年     | 繼任： 南華克佩里女男爵 |